# Ferme verticale

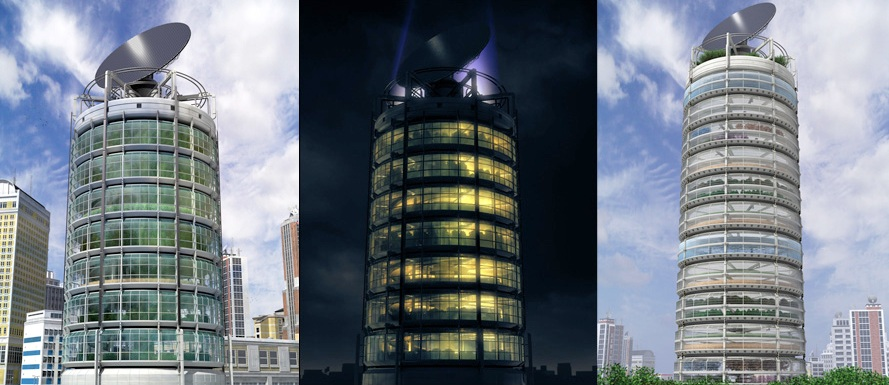
Exemples de types de design possible pour des fermes verticales

La notion de ferme verticale ou d'agriculture verticale regroupe divers concepts fondés sur l'idée de cultiver des quantités significatives de produits alimentaires dans des tours, parois ou structures verticales, de manière à produire plus sur une faible emprise au sol, éventuellement en ville pour répondre à des besoins de proximité (filières courtes). Certains projets sont des sortes de gratte-ciel consacrés à l'agriculture (farmscrapers en anglais).
L'idée de base des projets les plus souvent cités vient d'un concept développé en 1999 par Dickson Despommier, professeur en santé environnementale et microbiologie à l'université Columbia à New York avec des étudiants diplômés d'une classe d'écologie de la santé (Medical ecology class).
Selon lui, une telle tour pourrait être construite pour environ 84 millions de dollars US.
La première tour a été ouverte à Singapour en 2012.
Le design architectural de ces tours a d'abord été développé par Andrew Kranis de l'université Columbia et Gordon Graff, à l'université de Waterloo.

## Objectifs
Selon les projets, les objectifs peuvent varier ; avec par exemple :
- une solution possible aux problèmes de faim dans le monde (La FAO promeut une agriculture urbaine), tout en créant des emplois locaux et en fournissant des produits frais à la population locale ;
- une solution pour répondre au manque de terres cultivables (car la ferme verticale est généralement imaginée comme étant construite dans un tissu urbain). Cela pourrait réduire la déforestation, la désertification et d'autres conséquences de l'extension de l'agriculture intensive ou extensive sur des biomes de plus en plus dégradés, pollués et écologiquement fragmentés par cette agriculture et les routes qu'elle nécessite ;
- un moyen de recycler en boucle courte et locale certains déchets organiques solides ou liquides (après méthanisation ou compostage) des produits fermentescibles, eaux usées, etc.
- un moyen de diminuer l'empreinte écologique d'un quartier (ou écoquartier) en le rendant pour partie autarcique pour l'alimentation, et en diminuant les besoins en transports routier ou ferroviaire ;
- une contribution à l'amélioration de la qualité de l'air urbain (pompe à CO2, production d'oxygène natif par les plantes cultivées…) ;
- une diminution des contributions de l'agriculture aux changements climatiques (permis par de moindres émissions de carbone, voire par une absence totale d'utilisation de combustibles fossiles, dans les projets les plus poussés). Les besoins en réfrigération pourraient aussi être fortement diminués par des boucles courtes (du producteur au consommateur). Le labour, les modes lourds de plantation et de récolte par des machines dépendantes des combustibles fossiles serait éliminé ;
- une agriculture bio et de proximité ; ces tours — selon leurs promoteurs — permettraient un meilleur contrôle de l'environnement des plantes, de réduire leur stress hydrique, d'offrir aux plantes ce dont elles ont besoin quand elles en ont besoin, en limitant donc fortement ou totalement les besoins en  insecticides, herbicides et engrais chimiques ; les partisans de ces tours estiment que l'agriculture biologique verticale serait probablement le mode de production et de stratégie de marketing le plus pratique ;
- un moyen de diminuer les consommations d'eau par l'agriculture ; selon leurs promoteurs, l'environnement contrôlé de ces tours permet de recycler des eaux urbaines et d'économiser et recycler l'eau utilisée dans les cultures, notamment en récupérant la vapeur produite par l'évapotranspiration des plantes[3] ;
- un moyen de diminuer le risque sanitaire. L'agriculture verticale étant pratiquée dans un environnement intérieur très contrôlé, ses promoteurs estiment qu'elle pourrait contribuer à diminuer l'incidence de nombreuses maladies infectieuses ou émergentes qui sont acquises à l'interface agriculture - environnement/eaux polluées). Un moindre usage de pesticides devrait se traduire par une amélioration de la santé et de la santé reproductive, mais ceci reste une théorie à ce jour non expérimentée ;
- un moyen de contribuer à protéger la biodiversité, voire de mettre un terme à l'extinction de masse. Certains estiment que de telles tours, si elles étaient assez nombreuses, permettraient un retrait de l'activité humaine de vastes régions de la surface de la Terre, permettant ainsi de ralentir et, éventuellement, mettre fin à l'actuelle crise écologique anthropique d'extinction massive, en rendant des terres à la nature afin que les services écosystémiques puissent s'y restaurer. L'agriculture verticale pourrait être la seule façon de rétablir suffisamment de terres comme habitats pour la faune, la flore, les champignons, bactéries, etc leur épargnant l'extinction, tout en continuant à maintenir de grandes populations humaines pouvant ainsi profiter des services rendus par les écosystèmes ;

L'agriculture horizontale est très perturbatrice pour la faune sauvage qui vit dans et autour des terres cultivées. En comparaison, l'agriculture verticale entraînerait très peu de destruction d'insectes et autres animaux lors des labours, traitements chimiques, récoltes etc.

## Projets

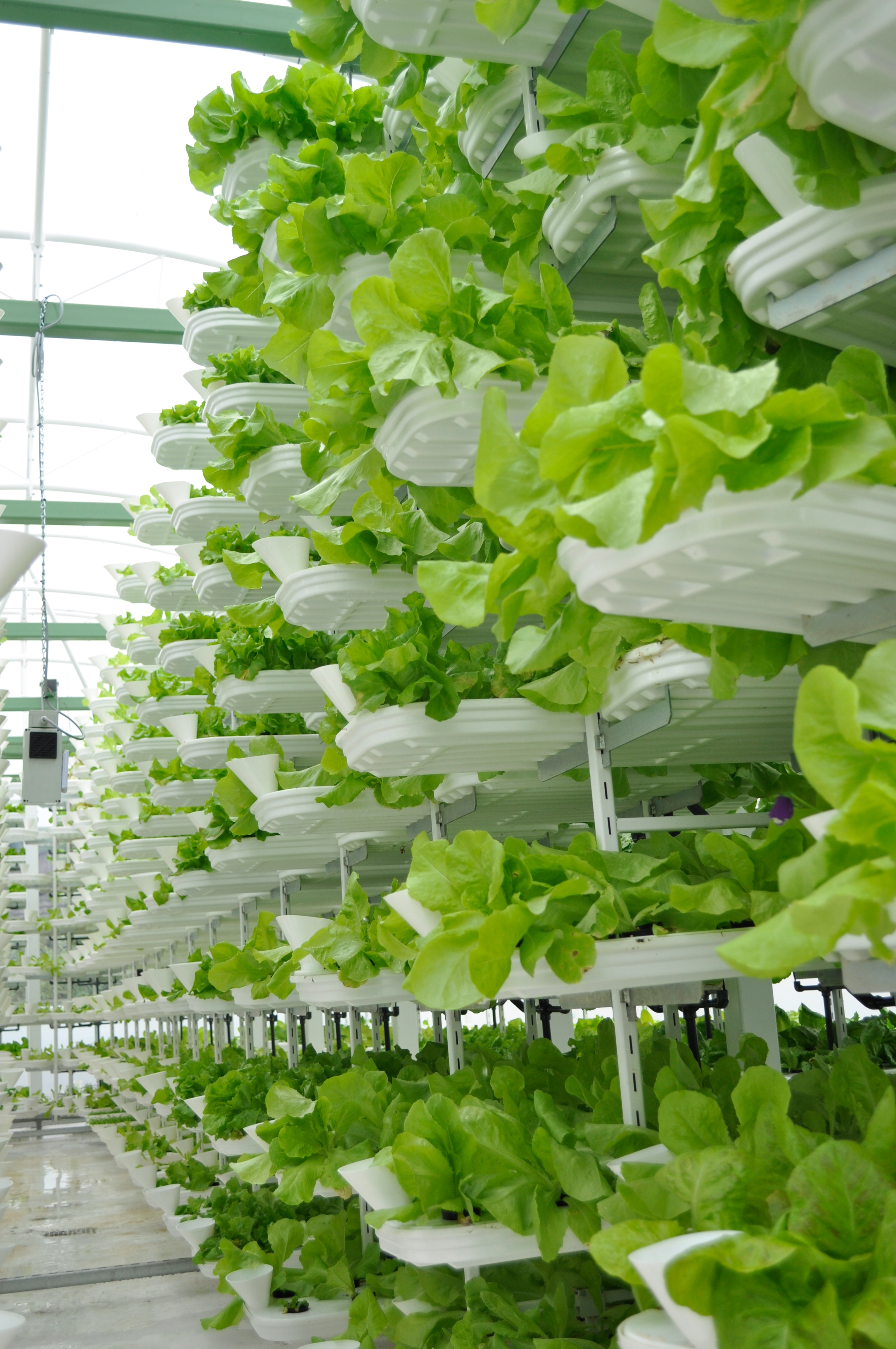
Le système VertiCrop.

Le concept de ferme verticale s'est d'abord fait connaître du grand public en 2007 par un article de Lisa Chamberlain dans le New York. Depuis 2007, des articles ont été publiés par The New York Times, U.S. News & World Report, Popular Science, Maxim, ainsi que par des médias francophones tels que Le Monde, Le Figaro,, The Conversation, Le Soir et Le Temps,. 
De premières fermes verticales sont évoquées comme projets à Las Vegas (Nevada), à Incheon (Corée), à Abou Dabi et Dubaï (Émirats arabes unis), à Nashville (Tennessee) ou encore dans la future ville écologique de Dongtan, en Chine.
Des projets de fermes verticales à bas coûts commencent également à apparaître dans les pays en voie de développement comme le Burkina Faso, où un projet de tour maraîchère de 400 m2 basé sur le système Courtirey va être réalisé dans la ville de Toussiana.
Une tour moitié bureaux et moitié ferme verticale est en construction par Plantagon en 2018 à Linköping en Suède.
La Cité Maraîchère de Romainville, se développant respectivement sur trois et six niveaux, est un autre exemple de ferme urbaine verticale livrée à l'été 2021 en France.

## Caractéristiques d'une ferme verticale
Despommier estimait qu'en utilisant les technologies disponibles en 1999, une ferme verticale occupant la place d'un îlot urbain, et haute de 30 étages pourrait alimenter 10 000 personnes. Des fermes verticales d'au moins 200 mètres (pour 30 à 40 étages) sont techniquement plausibles. Elles visent un rendement 4 à 5 fois supérieur au rendement moyen de l'agriculture actuelle. Des capteurs situés dans le plafond de chaque étage pourraient même recueillir l'évapotranspiration des plantes pour produire de l'eau pure. Les sous-sols pourraient également servir au traitement des eaux usées en installant une unité de traitement des eaux, incluant éventuellement un dispositif de méthanisation (par exemple dans le sous-sol, source d'énergie, le CO2 étant ensuite réutilisé comme « engrais gazeux » pour les plantes).

## Production
L'agriculture verticale produit  des fruits et légumes par culture hydroponique ou aéroponique (permettant de mettre plusieurs couches de cultures par étages), ainsi que des champignons comestibles et des algues toute l'année. Certains projets intègrent des animaux et produits animaux (poulets et des œufs, poisson ou cochon).
En 2013 à Singapour il y a 120 fermes verticales.

## Débats et critiques
Parce que des surfaces ou bassins de cultures empilés verticalement manqueraient de lumière naturelle équivalente à celle qui alimente une surface équivalente en milieu agricole rural, une tour agricole nécessiterait un apport important de lumière sous forme d'éclairage artificiel, ainsi que dans certains pays, du chauffage tout ou partie de l'année. Des critiques estiment que les frais d'éclairage artificiel des cultures poussant dans les étages inférieurs seraient rédhibitoires pour un projet rentable. On notera cependant que certaines cultures sous serres (ex : tomates aux Pays-Bas) se pratiquent déjà depuis plusieurs années sous un éclairage artificiel maintenu toute la nuit.
Les partisans d'une « agriculture verticale » doivent encore montrer que les coûts de production (incluant la production d'énergie à partir de sources renouvelables) pourraient être équilibrés par les économies faites sur les coûts de production et surtout de transport des filières agroalimentaires existantes.
Despommier estime que des cultures hydroponique ou aéroponique bien conduites, associées à la production d'énergies renouvelables locales (éolienne et solaire) et au recyclage des matériaux de production (dont en particulier l'eau) permettraient une forte augmentation de productivité, mais il reste à démontrer que ce type d'agriculture ne favoriserait pas certains parasites ou certaines maladies des plantes. Il estime que si la culture se faisait toute l'année, la productivité serait 5 à 6 fois plus élevée, et jusqu'à 30 fois pour certaines cultures (fraises par exemple).